# Казанков, Сергей Валентинович
Серге́й Валентинович Казанко́в (туркм. Sergeý Kazankow; род. 26 июня 1957, Туркменская ССР) — советский и туркменский футболист, тренер. Мастер спорта СССР, заслуженный тренер Туркменистана.
Выступал за сборную Туркменистана.

## Карьера

### Игровая
Игровую карьеру начинал в «Колхозчи», с которым выступал в первой лиге. Играл в 1979 году в составе сборной Туркменской ССР на летней Спартакиаде народов СССР. В 1982 году появился в команде «Колос» (Никополь), где зарекомендовал себя забивным форвардом. Был замечен селекционерами «Днепра» и приглашен в Днепропетровск. Однако в составе не закрепился и вернулся обратно в «Колос», где провел несколько успешных сезонов.
В 1989 году выступал во 2-й лиге за «Ахал‑ЦОП». В 1990 году активные выступления прекратил, выступал на первенство Туркменской ССР за ТСХТ, одновременно работал таксистом в Ашхабаде.
В 1992 году играл в высшей лиге Туркменистана, причем с первых туров захватил первенство среди лучших бомбардиров. Лучший бомбардир чемпионата 1992 года — 41 мяч.

### В сборной
В 1992—1993 годах провёл шесть игр за сборную Туркменистана.

### Тренерская
По окончании карьеры — тренер. Среди воспитанников Казанкова — Владимир Байрамов. Работал с «Копетдагом» в 1999 году.

## Личная жизнь
Сын — Максим Казанков, полузащитник московского клуба «Сахалинец».